# Ravens Imola
I Ravens Imola sono una squadra di football americano con sede a Imola, fondata nel 2002.
Originariamente conosciuti come Hawkies, il club ha adottato l’attuale denominazione nel 2005.
La squadra, attualmente affiliata alla Federazione Italiana di American Football (FIDAF), ha conseguito importanti successi a livello nazionale, tra cui la vittoria del campionato Under 21 nel 2012 e del campionato di Terza Divisione nel 2018.

## Storia
La squadra viene fondata nel 2002 da Enrico Brazzi, Roberto Falavigna e Gianluca Renzi, con l’obiettivo di riportare il football americano a Imola, sport assente sul territorio dal 1989, ultimo anno di attività dei Cobra Imola.
Il primo allenamento si svolge il 21 settembre 2002 presso il giardino Walter Grandi, nel quartiere Campanella. Il primo nucleo di giocatori, allenato da Renzi, è composto da Brazzi, Falavigna, Guarnera, Macca, Mannis, Pannu e Ravanelli.
Nel 2003 viene scelto il nome della squadra, Hawkies, e a giugno e settembre vengono disputate due amichevoli, contro i Duchi Ferrara.
Tra il 2003 e il 2004, la squadra partecipa al campionato North Central Conference (NCC) di 5-Man football e, in collaborazione con i Duchi, al campionato National Football League Italy (NFLI) Under 21.
Nel 2005, Renzi lascia la squadra. La dirigenza, guidata dal presidente Daniele Casadio, decide di cambiare nome in Ravens. In autunno, la squadra partecipa al campionato American Football Arena (AFA) di 7-Man football e, in collaborazione coi Titans Romagna, al campionato NFLI Under 21.
Nella primavera del 2007, i Ravens disputano il loro primo campionato ufficiale: la Serie B NFLI, sotto la direzione tecnica di Marco Brizigotti. Nel campionato successivo, raggiungono i playoff, uscendo ai quarti di finale.
Nell’autunno del 2008, i Ravens partecipano al campionato Under 17 della Federazione Italiana Football (FIF), perdendo la finale contro gli Unni Trecate.
Nel 2009, la squadra disputa il campionato Serie B FIF e, sotto la direzione tecnica di Davide Galassi, raggiunge la finale, perdendo contro i Briganti Napoli.
Tra il 2011 e il 2013, sotto la guida del nuovo presidente Enrico Brazzi, i Ravens si concentrano sullo sviluppo delle squadre giovanili, e nel 2012 vincono il campionato Under 21 della Federazione Italiana Di American Football (FIDAF), battendo in finale i Seamen Milano.
Nel 2014 viene eletto un nuovo presidente, Mattia Ciarlariello, che guiderà la squadra fino al 2019. Nel 2018, i Ravens affidano la direzione tecnica all’americano Bob Gallucci e vincono il campionato di Terza Divisione FIDAF, sconfiggendo in finale gli Elephants Catania.
Dal 2019 al 2024, sotto la presidenza di Andrea Poggi, la squadra partecipa al campionato di Terza Divisione FIDAF e a diversi campionati giovanili, mantenendo un impegno costante nello sviluppo del football americano a livello locale.

## Dettaglio stagioni

### Campionati ufficiali
| Stagione | Campionato                  | Head Coach                  | Regular season              | Regular season              | Playoff                         | Playoff                         | Playoff                         | Playoff                         |
| Stagione | Campionato                  | Head Coach                  | Vinte                       | Perse                       | Vinte                           | Perse                           | Risultato                       | Avversaria                      |
| -------- | --------------------------- | --------------------------- | --------------------------- | --------------------------- | ------------------------------- | ------------------------------- | ------------------------------- | ------------------------------- |
| 2007     | Serie B NFLI                | Marco Brizigotti            | 3                           | 3                           | 0                               | 0                               | -                               | -                               |
| 2008     | Serie B NFLI                | Marco Brizigotti            | 4                           | 2                           | 0                               | 1                               | Quarti di finale                | Predatori Golfo del Tigullio    |
| 2009     | Serie B FIF                 | Davide Galassi              | 6                           | 0                           | 1                               | 1                               | Finale                          | Briganti Napoli                 |
| 2010     | CIF9 FIDAF                  | Davide Galassi              | 0                           | 6                           | 0                               | 0                               | -                               | -                               |
| 2011     | nessun campionato disputato | nessun campionato disputato | nessun campionato disputato | nessun campionato disputato | nessun campionato disputato     | nessun campionato disputato     | nessun campionato disputato     | nessun campionato disputato     |
| 2012     | nessun campionato disputato | nessun campionato disputato | nessun campionato disputato | nessun campionato disputato | nessun campionato disputato     | nessun campionato disputato     | nessun campionato disputato     | nessun campionato disputato     |
| 2013     | nessun campionato disputato | nessun campionato disputato | nessun campionato disputato | nessun campionato disputato | nessun campionato disputato     | nessun campionato disputato     | nessun campionato disputato     | nessun campionato disputato     |
| 2014     | 3ª Divisione FIDAF          | Dario Gasparri              | 4                           | 2                           | 3                               | 1                               | Semifinale                      | Red Jackets Lunigiana           |
| 2015     | 3ª Divisione FIDAF          | Dario Gasparri              | 0                           | 6                           | 0                               | 0                               | -                               | -                               |
| 2016     | 3ª Divisione FIDAF          | Dario Gasparri              | 6                           | 0                           | 0                               | 1                               | Ottavi di finale                | Predatori Golfo del Tigullio    |
| 2017     | 2ª Divisione FIDAF          | Dario Gasparri              | 0                           | 8                           | 0                               | 0                               | -                               | -                               |
| 2018     | 3ª Divisione FIDAF          | Bob Gallucci                | 6                           | 0                           | 4                               | 0                               | Campioni                        | Elephants Catania               |
| 2019     | CIF9 FIDAF                  | Marco Masi                  | 4                           | 2                           | 0                               | 1                               | Wild card                       | Angels Pesaro                   |
| 2020     | CIF9 FIDAF                  | Marco Masi                  | 1                           | 0                           | campionato annullato (COVID-19) | campionato annullato (COVID-19) | campionato annullato (COVID-19) | campionato annullato (COVID-19) |
| 2021     | CIF9 FIDAF                  | Toni Mangiafico             | 1                           | 3                           | 0                               | 0                               | -                               | -                               |
| 2022     | CIF9 FIDAF                  | Toni Mangiafico             | 0                           | 4                           | 0                               | 0                               | -                               | -                               |
| 2023     | CIF9 FIDAF                  | Bob Gallucci                | 0                           | 6                           | 0                               | 0                               | -                               | -                               |
| 2024     | 9FL FIDAF                   | Tony Simmons                | 2                           | 4                           | 0                               | 0                               | -                               | -                               |

### Campionati giovanili
| Stagione | Campionato                  | Head Coach                  | Regular season              | Regular season              | Playoff                     | Playoff                     | Playoff                     | Playoff                     |
| Stagione | Campionato                  | Head Coach                  | Vinte                       | Perse                       | Vinte                       | Perse                       | Risultato                   | Avversaria                  |
| -------- | --------------------------- | --------------------------- | --------------------------- | --------------------------- | --------------------------- | --------------------------- | --------------------------- | --------------------------- |
| 2008     | Under 17 FIF                | N/D                         | 3                           | 1                           | 2                           | 1                           | Finale                      | Unni Trecate                |
| 2009     | Under 18 FIDAF              | N/D                         | 4                           | 2                           | 0                           | 1                           | Quarti di finale            | Lions Bergamo               |
| 2010     | Under 18 FIDAF              | N/D                         | 3                           | 3                           | -                           | -                           | -                           | -                           |
| 2011     | Under 18 FIDAF              | N/D                         | 1                           | 5                           | -                           | -                           | -                           | -                           |
| 2012     | Under 18 FIDAF              | N/D                         | 1                           | 5                           | -                           | -                           | -                           | -                           |
| 2012     | Under 21 FIDAF              | Massimo Vicinelli           | 6                           | 0                           | 3                           | 0                           | Campioni                    | Seamen Milano               |
| 2013     | nessun campionato disputato | nessun campionato disputato | nessun campionato disputato | nessun campionato disputato | nessun campionato disputato | nessun campionato disputato | nessun campionato disputato | nessun campionato disputato |
| 2014     | nessun campionato disputato | nessun campionato disputato | nessun campionato disputato | nessun campionato disputato | nessun campionato disputato | nessun campionato disputato | nessun campionato disputato | nessun campionato disputato |
| 2015     | nessun campionato disputato | nessun campionato disputato | nessun campionato disputato | nessun campionato disputato | nessun campionato disputato | nessun campionato disputato | nessun campionato disputato | nessun campionato disputato |
| 2016     | nessun campionato disputato | nessun campionato disputato | nessun campionato disputato | nessun campionato disputato | nessun campionato disputato | nessun campionato disputato | nessun campionato disputato | nessun campionato disputato |
| 2017     | Under 19 FIDAF              | Marco Masi                  | 2                           | 4                           | -                           | -                           | -                           | -                           |
| 2018     | Under 16 FIDAF              | N/D                         | 0                           | 6                           | -                           | -                           | -                           | -                           |
| 2019     | Under 19 FIDAF              | Marco Masi                  | 2                           | 4                           | -                           | -                           | -                           | -                           |
| 2020     | nessun campionato disputato | nessun campionato disputato | nessun campionato disputato | nessun campionato disputato | nessun campionato disputato | nessun campionato disputato | nessun campionato disputato | nessun campionato disputato |
| 2021     | nessun campionato disputato | nessun campionato disputato | nessun campionato disputato | nessun campionato disputato | nessun campionato disputato | nessun campionato disputato | nessun campionato disputato | nessun campionato disputato |
| 2022     | Coppa Italia FIDAF          | N/D                         | 0                           | 6                           | -                           | -                           | -                           | -                           |
| 2023     | nessun campionato disputato | nessun campionato disputato | nessun campionato disputato | nessun campionato disputato | nessun campionato disputato | nessun campionato disputato | nessun campionato disputato | nessun campionato disputato |
| 2024     | nessun campionato disputato | nessun campionato disputato | nessun campionato disputato | nessun campionato disputato | nessun campionato disputato | nessun campionato disputato | nessun campionato disputato | nessun campionato disputato |

## Palmarès
- 1 Nine Bowl (Campioni d'Italia di Football a 9): 2018.
- 1 Young Bowl (Campioni d'Italia Under 21): 2012.

## Maglie ritirate
Elenco dei numeri di maglia che sono stati ritirati e non possono più essere indossati dai giocatori dei Ravens.
| Numero | Giocatore           |
| ------ | ------------------- |
| 13     | Enrico Brazzi       |
| 65     | Mattia Ciarlariello |

## Presidenti
- Daniele Casadio, 2003-2011
- Enrico Brazzi, 2011-2014
- Mattia Ciarlariello, 2014-2019
- Andrea Poggi, 2019-Presente